# Jリーグ U-16チャレンジリーグ
JリーグU-16チャレンジリーグ（ジェイリーグ・アンダー・シックスティーン・チャレンジリーグ）は、日本プロサッカーリーグが主催する16歳以下のJリーグクラブの育成型チーム（アカデミー）に所属する選手を対象とした育成リーグのことである。

## 概要
Jリーグではリーグ創設時の1993年度（開催は1994年）から、高校生世代を対象とした「Jユースカップ」、更に小中学生の年代の選手の育成を目的として2007年に13歳以下を対象とした「Jリーグ U-13」、2008年からは14歳以下を対象とした「Jリーグ U-14」と題した、下部育成型チームの対抗戦を展開し、それぞれの年代の選手に試合形式の実践を積ませ、将来のスター候補生を発掘させるための取り組みをしている。
この大会は、将来的に長期戦としての「JリーグU-16」の開催を実現させることを目標として、2009年から春休みの時期（2011年は東日本大震災のため取りやめ）に、Jリーグ正会員のうちJ1リーグ、J2リーグのほぼ全クラブと、J3リーグ（2014年以後。2013年までは準加盟=現・百年構想クラブ相当）の一部のクラブが参加して、複数のグループに分かれての総当たり戦による育成リーグを実施している。
2015年度の大会は、Jリーグ49クラブ（J2以上の40クラブと、J3の9クラブ）が出場したほか、アジア各国との交流と技術向上を目指すことを念頭に、国際交流基金・アジアセンターの協賛を得て、Jリーグと国際提携を結んでいる国・地域のうち、タイ、マレーシア、インドネシア、ベトナムの4か国のクラブユースの代表チームを1チームずつ招待し、大会を行った。

## 大会の仕組み
- 出場資格　開催当該年から数えて16年前の4月2日以後に生誕した、Jリーグ各クラブの育成型チームに所属する者。
- 1試合当たりのエントリー数　1チーム18人まで。交代は自由とする。
- 試合方式　参加全チームを地域ごとに5つのグループ・8-12チームにまず分け、更にその地域ごとの参加チームの中でさらに4-6チームずつの2組のグループに分かれる。リーグ戦は35分ハーフ（ハーフタイム10分間）とし、それぞれの試合ごとに勝ち点（勝ち3、負け0、引分け双方1）を与え、その後各組の総当たり終了後に、同じ順位チーム同士による順位決定戦を行う。グループごとの優勝・順位は決めるが、大会全体を通しての優勝決定戦は行わない。

## 成績
| 年度 | グループ1              | グループ2                    | グループ3                       | グループ4                    | グループ5                         | グループ6              |
| ---- | ---------------------- | ---------------------------- | ------------------------------- | ---------------------------- | --------------------------------- | ---------------------- |
| 2011 | 東日本大震災により中止 | 東日本大震災により中止       | 東日本大震災により中止          | 東日本大震災により中止       | 東日本大震災により中止            | 東日本大震災により中止 |
| 2012 | 京都サンガF.C.         | ジェフユナイテッド市原・千葉 | FC東京名古屋グランパス          | 東京ヴェルディヴィッセル神戸 | --                                | --                     |
| 2013 | セレッソ大阪           | 京都サンガF.C.ガンバ大阪     | 鹿島アントラーズ                | 柏レイソルFC東京             | ヴァンフォーレ甲府横浜F・マリノス | --                     |
| 2014 | ロアッソ熊本           | 大宮アルディージャ           | 横浜F・マリノス名古屋グランパス | ガンバ大阪                   | ベガルタ仙台                      | --                     |
| 2015 | チョンブリーFC         | 鹿島アントラーズ             | ヴァンフォーレ甲府              | 横浜F・マリノス              | ジェフユナイテッド市原・千葉      | --                     |
| 2016 | 栃木SC                 | サンフレッチェ広島           | アビスパ福岡                    | 京都サンガF.C.               | セレッソ大阪                      | FC東京                 |
| 2017 | 横浜F・マリノス        | FC町田ゼルビア               | セレッソ大阪                    | 徳島ヴォルティス             | ウエストハム                      | ベガルタ仙台           |